# Winners
Winners – singel Mohombiego, wydany 22 lutego 2020. Utwór napisali i skomponowali Jimmy Jansson, Palle Hammarlund oraz sam wokalista. Singel dotarł do 24. miejsca na oficjalnej szwedzkiej liście sprzedaży.

## Lista utworów
- Digital download[1]

1. „Winners” – 3:05

## Notowania
| Kraj    | Notowanie (2020)  | Najwyższa pozycja |
| ------- | ----------------- | ----------------- |
| Szwecja | Sverigetopplistan | 24                |